# Dinnyés
Dinnyés (a középkorban: Dinnyésméd) Fejér vármegyében, a Gárdonyi járásban, a Velencei-tó délnyugati partján fekvő település. Közigazgatásilag Gárdonyhoz tartozik. Életében nagy szerepet játszik a turizmus, amit elsősorban gazdag kultúrájának köszönhet.

## Földrajz

A Velencei-tó térképe

Agárdtól 3, Székesfehérvártól 10, Gárdony centrumától pedig 5 kilométerre található. Megközelíthető a 7-es főútról nyugati és keleti irányból is, a 6213-as úton vagy a 62 107-es úton, valamint Seregélyes, Perkáta és Dunaújváros felől délről, ugyancsak a 6213-as úton; valamint vonattal Déli pályaudvar és Székesfehérvár felől a 30 vonalon.

### Demográfiai adatok
2001-es adatok szerint Dinnyés lakónépessége 947 fő, a lakások száma 364.

## Történelme
Dinnyés első írásos emléke 1298-ból való terra Meed formában. Később Dinnyésmed formában került említésre a település. Idővel a med utótag elmaradt (med = száraz, néha kiszáradó).

## Gazdaság
Dinnyés Magyarország egy rendkívül dinamikusan fejlődő járásában fekszik. A járás a jó ütemű gazdasági növekedést Székesfehérvár és Budapest közelségének, valamint a Velencei-tó idegenforgalmának köszönheti.
A közelmúltban egy új nyílászárógyár építése kezdődött meg a dinnyési ipari parkban.

## Turizmus
- Szent György-templom
- Madárdal tanösvény: betekintést nyújt a Dinnyési-fertő Természetvédelmi Terület és a Velencei-tavi madárrezervátum Természetvédelmi Terület élővilágába, valamint a hely történetébe
- Dinnyési Templomkert Hagyományőrző Turisztikai Központ: színes programokkal és kiállítással várja vendégeit
- Várpark

Minden év április végén (Szent György-nap, április 24. környékén) rendezik meg a kihajtás napját, mely emléket állít a magyar szabad tartású állattenyésztésnek és hagyományőrzésnek. A nap nyitánya a szürkemarha gulya kihajtása a Dinnyés-Elzai Szerecseny Nádas tóhoz.
Októberben kerül megrendezésre a hagyományos szüreti felvonulás és bál.